# Клер Камерън Патерсън
Клер Камерън Патерсън (на английски: Clair Cameron Patterson; 2 юни 1922 г. – 5 декември 1995 г.) е американски геохимик. Роден в Мичълвил, щата Айова, Патерсън е завършва Гринелския колеж. Прави докторат в Чикагския университет и прекара цялата си професионална кариера в Калифорнийския технологичен институт (Калтех).
В сътрудничество с Джордж Тилтън, Патерсън разработва метода за датиране по уран-олово и го развива в метод за датиране по олово-олово. Използвайки данни от оловни изотопи от метеорита от Дяволския каньон, той изчислява възрастта на Земята на 4.55 милиарда години. Тази стойност е много по-точна от съществувалите дотогава, и до голяма степен остава непроменена след 1956 г.
Патерсън за пръв път се е сблъсква със замърсяване с олово в края на 40-те години като аспирант в Чикагския университет. Работата му по тази тема довежда до тотална преоценка на растежа на индустриалните концентрации на олово в атмосферата и в човешкото тяло. Повежда обществена кампания за забрана на тетраетилоловото в бензина и оловния припой в консервните кутии.

## Биография
Клер Патерсън се ражда в Мичълвил, щата Айова. Баща му е бил пощальон, а майка му член на училищното настоятелство. Патерсън има един брат – Пол и една сестра – Патрисия. Още от ранна възраст той е насърчаван от семейството си да следва интелектуалното си любопитство. Патерсън завършва гимназия през 1939 г., на 16-годишна възраст. през 1943 г. завършва Гринелския колеж със специалност химия Там се среща с бъдещата си съпруга Лорна (Лори) Макклиъри. Двамата ще имат четири деца.
И двамата следват в Университета в Айова, където той получава магистърска степен по молекулярна спектроскопия. След това и двамата биват командировани да работят по проекта Манхатън, първо в Чикагския университет, а след това в Оук Ридж, Тенеси, където той открива масспектрометрията.
След Втората световна война Патерсънс се завръща в Чикаго, където Лори се занимава с изследователска работа като инфрачервен спектроскопист, за да подкрепи Патерсън, докато той учи за доктората си в Чикагския университет, под ръководството на Харисън Браун.

### Измерване на възрастта на Земята
Харисън Браун, научният ръководител на Патерсън, познава опита му с масовите спектрометри и го включва в екип с друг учен – Джордж Тилтън. Задачата им е да измерят възрастта на проби от циркон. Цирконите са изключително полезни при датиране, понеже при образуването си имат малки дефекти, които съдържат чист уран вътре в тях, без олово. Следователно, ако в циркона се съдържа олово, то то трябва да идва от разпада на урана. Този процес е известен като радиоактивен разпад уран-олово. Задачата на екипа е да измери изотопния състав и концентрацията на елементите вътре в циркона. Тилтън трябва да измери урана, а Патерсън – количеството и вида на оловото. Целта на Патерсън е да открие изходния състав на оловото на Земята. По този начин би било възможно да се разбере възрастта на Слънчевата система и съответно на Земята, като същата техника се приложи при метеорити.
Патерсън и Тилтън започват работа през 1948 г. Патерсън бързо осъзнава, че пробите му от олово са замърсени. Те знаят, каква е възрастта на магмената скала, от която произлиза цирконът. Измерванията на урана на Тилтън съответстват на очакваното количество в циркона на тази възраст. Резултатите на Патерсън обаче показват твърде голямо количество олово. След шест години екипът публикува статия за методите за определяне на възрастта на цирконовите кристали и Патерсън защитава докторантурата си. Двамата обаче не успяват да направят пробив в определянето на възрастта на Земята.
Браун успява да получи безвъзмездна помощ от Комисията за атомна енергия на САЩ, с която да продължи работата по измерването на възрастта на Земята, както и да закупи нов масспектрометър за университета. През 1953 г. Браун взема Патерсън в Калифорнийския технологичен институт. Патерсън успява да изгради там собствена лаборатория от нулата, като обезопасява всички възможни входящи точки за влизане на въздух и други замърсители, почиства с киселина всички апарати в лабораторията и дори дестилира всичките му доставени химикали. По този начин той създаде една от първите чисти стаи в историята, с цел да предотврати замърсяването на данните си с олово. След това успява да завърши работата си с метеорита от Дяволския каньон. Използва масспектрометъра на Националната лаборатория на Аргон при проби от олово, извлечено от железен метеорит, за да получи данни за разпространението на оловните изотопи. През 1956 г. Патерсън публикува статията „Възрастта на метеоритите и на Земята“, която е първата научна статия, съдържаща истинската възраст на Слънчевата система – 4.550 млрд. ± 70 млн. години.
Това откритие променя тогавашните представи, че Земята е на възраст около 3.3 милиарда години.

### Проследяване на геохимичната еволюция на Земята
Способността на Патерсън да изолира количества олово от обикновени скали от порядъка на микрограмове и да определя техния изотопен състав го кара да изследва оловото в седиментни проби от дъното на Атлантическия и Тихия океан. Произтичащи от различните епохи, на която земните маси се отлагат в океана, той успява да покаже, че размерът на антропогенното олово, понастоящем отделено в околната среда, е около 80 пъти повече от преди това отложеното в океанските седименти. Оказва се, че геохимичният цикъл на оловото е извън равновесие.
Ограниченията на аналитичните методи го карат да приложи други подходи. Той открива, че водата в дълбините на океана съдържа до 20 пъти по-малко олово от тази на повърхността, за разлика от други метали, като например барий. Това го накара да се усъмни в тогава общоприетото мнение, че концентрациите на олово са нараснали само около 1 – 2 пъти спрямо естественото им равнище.
Патерсън си спомня проблема на предишните му експерименти, свързан със замърсяването на заготовките за вземане на проби. Чрез сърцевинни проби от лед в Гренландия, взети през 1964 г. и от Антарктида през 1965 г., той открива, че нивата на оловото в атмосферата са започнали стабилно и опасно да се увеличават малко след като тетраетилоловото започна да бъде широко използвано в бензина за намаляване на нежеланите детонации в двигателите с вътрешно горене. Впоследствие Патерсън идентифицира, че наред с останалите случаи на промишлена употреба на олово, това е причината за замърсяването на неговите проби. Поради значителните последици от своите открития за общественото здраве, той посвещава остатъка от живота си на премахването във възможно най-голяма степен на отделеното в околната среда олово.

### Кампания против замърсяването с олово
В началото на 1965 г., Патерсън публикува статията Замърсени с олово среди и среди с естествено ниво на олово. С нея той се опитва да привлече вниманието на обществеността към проблема с повишените нива на олово в околната среда и хранителната верига от олово с индустриален произход. Може би защото той отчасти критикува експерименталните методи на други учени, той се натъкна на силно противопоставяне от онези, които тогава са били признати за експерти, като Робърт А. Кийхоу.
Целта на Патерсън е оловото да бъде премахнато от бензина. Затова той се бори срещу лобистката сила на Етиловата корпорация (която е работодател на Кийхоу), срещу наследството на Томас Мидгли младши (изобретателя на тетраетилоловото и на хлорофлуоровъглерода) и срещу цялата индустрия за оловни добавки. Вследствие на критиките към оловната индустрия, редица изследователски организации отказват да сключват договори с Патерсън. Сред тях е и предполагаемо неутралната Служба за обществено здраве на САЩ. През 1971 г. Патерсън е изключен от групата по замърсяване на атмосферата с олово към Националния изследователски съвет (NRC), независимо от факта, че по това време е бил най-изявеният експерт по темата.
Съединените щати налагат използването на безоловен бензин за защита на катализаторите във всички нови автомобили, започвайки от модели 1975 г. Усилията на Патерсън ускоряват процеса на постепенно отказване от оловото при всички стандартни, потребителски и автомобилни видове бензин в Съединените щати, завършил окончателно през 1986 г. Към края на 90-те години нивото на олово в кръвта на американците спада с до 80%. Това решава и проблема с отравянето с олово.